# Гиссаро-Алай
Гисса́ро-Ала́й (тадж. Ҳисору-Олой, кирг. Ысар-Алай, узб. Hisor-Olay / Ҳисор-Олай) — горная система в Центральной Азии, составная часть Памиро-Алая.

## Расположение
Гиссаро-Алай расположен к западу от Памира, между Ферганской долиной на севере, Каршинской степью, Таджикской депрессией и Алайской долиной на юге. Восточная часть системы находится на территории Кыргызстана, средняя — в Таджикистане и западная — в Узбекистане. Протяжённость Гиссаро-Алая с запада на восток составляет около 900 км, ширина в западной части — до 150 км, в восточной — до 80 км.

## Рельеф
Основные горные хребты Гиссаро-Алая имеют широтное и субширотное простирание. Западную и среднюю части системы образуют Туркестанский, Зеравшанский и Гиссарский хребты и их отроги; восточную часть составляет Алайский хребет, который простирается от соединения с Ферганским хребтом до Матчинского горного узла. В западной части, на продолжении Туркестанского хребта и его отрога хребта Мальгузар, располагаются средневысотные хребты Нуратау, Актау и ряд низкогорных массивов на продолжении Зеравшанского хребта — так называемые Зирабулак-Зиаэтдинские горы. Высоты многих хребтов превышают 5000 м. В районе Матчинского горного узла высота достигает 5621 м (пик Скалистый), на стыке Зеравшанского и Алайского хребтов — 5301 м (пик Игла), немного восточнее — 5539 м (высшая точка Алайского хребта); в средней части Зеравшанского хребта — 5489 м (пик Чимтарга).
Главные гребни крупнейших хребтов Гиссаро-Алая имеют типичный альпийский рельеф. В северных передовых цепях Алайского и Туркестанского хребтов, в западной части Туркестанского и на его отрогах хорошо сохранились плоские выровненные поверхности, испытавшие в неоген-плейстоценовое время тектонические деформации в виде продольных сводообразных вспучиваний. Платообразные поверхности гребней и склоны рассечены эрозионными ущельями. У северных подножий Алайского и Туркестанского хребтов, Кичик-Алая развиты сильно расчленённые лёссовые предгорья (адыры). В известняках Зеравшанского хребта, северных передовых гряд Туркестанского и Алайского хребта распространены проявления карста.

## Геология
В тектоническом отношении Гиссаро-Алай представляет собой симметричное складчатое сооружение герцинского возраста, сложенное геосинклинальными палеозойскими образованиями. Центральная часть системы сложена главным образом мощными толщами силурийских сланцев. Северные склоны Туркестанского и Алайского хребтов, Зеравшанский хребет и северный склон Гиссарского образованы известняками и сланцами мезозоя. Конгломераты, песчаники и эффузивы развиты вдоль глубинных разломов в долине Зеравшана и на северном склоне Туркестанского хребта. Магматические породы Гиссаро-Алая — граниты, гранодиориты и щелочные — образуют крупные тела в осевой части Туркестанского и Алайского хребтов, присутствуют также в Зеравшанском хребте, а в Гиссарском хребте слагают крупный батолит.
В конце палеогена наступила эпоха новейшей активизации, приведшая к образованию современного рельефа. Мезозойские и палеогеновые отложения обладают платформенным обликом и сохранились в горах в виде узких, зажатых разломами полос, а в Южной Фергане и в юго-западных отрогах Гиссарского хребта образуют широкие поля. Они представлены континентальными угленосными юрскими, красноцветными нижнемеловыми и морскими пестроцветными верхнемеловыми и палеогеновыми образованиями, собранными в простые складки. Олигоцен-миоценовые, плиоценовые и древнеантропогеновые отложения образуют орогенный комплекс континентальных моласс, выполняющий предгорные и межгорные впадины.
С гранитоидами позднего палеозоя связаны месторождения вольфрама, молибдена, мышьяка и золота. Наибольшее значение имеют ртутно-сурьмяные месторождения северных склонов Туркестанского и Алайского хребтов и сурьмяные месторождения Таджикистана. К юрским отложениям приурочен уголь. Серное месторождение Шорсу находится в палеогеновых отложениях северных предгорий Туркестанского хребта, нефтяные месторождения Южной Ферганы связаны с меловыми и палеогеновыми отложениями.

## Климат и гидрография
Климат Гиссаро-Алая характеризуется изменением с высотой термических условий, неравномерным распределением осадков и увлажнения. В котловинах и долинах по окраинам горной системы средняя температура июля составляет 24—28 °C, января — 1,5—3 °C; на высоте 3600 м средняя температура июля — около 13 °C. На наветренных склонах гор, обращённых на юг и на запад, годовое количество осадков достигает 1000—2000 мм; на подветренных склонах даже в среднегорье местами выпадает менее 200 мм. Максимум осадков у подножий гор весенний, выше — весенне-летний.
Реки имеют смешанное питание с преобладанием ледниково-снегового. Доля ледникового питания особенно велика у верховья Зеравшана. Живописны горные озёра Искандеркуль, Маргузор и др. Высокие гребни гор покрыты вечными снегами и ледниками. В Гиссаро-Алае насчитывается более 3800 ледников суммарной площадью около 2320 км², из них 380 км² покрыты сплошным моренным покровом. Самый крупный ледник — Зеравшанский (около 25 км длиной), расположенный в верховье Зеравшана.

## Ландшафты
По склонам гор снизу вверх выделяются следующие высотные зоны и пояса:
- зона эфемеровых и полынно-эфемеровых полупустынь предгорных равнин и адыров;
- зона субтропических степей лёссовых предгорий и среднегорий с поясами пырейно-разнотравных, пырейно-разнотравных кустарниковых и разнотравно-злаковых кустарниковых степей;
- среднегорная зона лесов из арчи, редколесий, степей и лугостепей;
- зона высокогорных лугов с поясами: субальпийских лугов и лугостепей, альпийских кобрезиево-разнотравных лугов, субнивальный пояс с фрагментарным почвенно-растительным покровом высокогорно-лугового типа среди голых скал и осыпей;
- гляциально-нивальная зона вечных снегов, ледников и скал.

## Хребты
Источник.
| Название          | Макс.высота (метров над уровнем моря) | Протяжённость (км) | Площадь ледников (км²) |
| ----------------- | ------------------------------------- | ------------------ | ---------------------- |
| хр. Туркестанский | 5621                                  | 340                | 600                    |
| хр. Гиссарский    | 4643                                  | 200                | 390                    |
| хр. Зерафшанский  | 5489                                  | 397                | 307                    |
| хр. Каратекинский | 3950                                  | 90                 | 60                     |
| хр.Мальгузар      | 2621                                  | 25                 | 0                      |
| горы Гобдунтау    | 1672                                  | 25                 | 0                      |
| горы Актау        | 500                                   | 15                 | 0                      |
| горы Каратау      | 1108                                  | 50                 | 0                      |
| хр.Нуратау        | 2165                                  | 170                | 0                      |
| хр.Етактау        | 1993                                  | 87                 | 0                      |
| горы Каракчитау   | 1103                                  | 22                 | 0                      |
| горы Койташ       | 1905                                  | 52                 | 0                      |
| хр.Натрантоо      | 3375                                  | 35                 | 0                      |
| хр.Теректау       | 4454                                  | 80                 | 0                      |
| хр.Байсунтау      | 4424                                  | 150                | 0                      |
| хр.Кугитангтау    | 3137                                  | 41                 | 0                      |
| хр. Алайский      | 5539                                  | 400                | 811                    |